# Isaac Promise
Isaac Promise, född 2 december 1987 i Zaria i Kaduna i Nigeria, död 2 oktober 2019 i Austin i Texas i USA, var en nigeriansk fotbollsspelare. Vid fotbollsturneringen under OS 2008 i Peking deltog han med det nigerianska U23-laget som tog silver.